# Chionaema africana
Chionaema africana là một loài bướm đêm thuộc phân họ Arctiinae, họ Erebidae.